# Relation de l'entrée de la religion catholique dans le Sétchouan
La Relation de l'entrée de la religion catholique dans le Sétchouan (chinois traditionnel : 聖教入川記 ; chinois simplifié : 圣教入川记 ; pinyin : Shèng Jiào Rù Chuān Jì ; Wade : Shêng Chiao Ju Chuan Chi ; romanisation setchouanaise : Shen Chiao Ru Chuan Chi ; litt. « Relation de l'entrée de la sainte religion dans le Sétchouan ») est un récit historique sur l'histoire du début de l'Église catholique au Sétchouan, édité en chinois par François-Marie-Joseph Gourdon, un missionnaire de la société des missions étrangères de Paris, et publié par l'imprimerie de la Sainte-Famille (聖家書局) dans la ville de Tchongkin, en 1918,, sous l'autorité de l'évêque du Sétchouan oriental, Célestin Chouvellon.

## Sujet
Prétendument basé sur la Relação das tyranias obradas por Canghien Chungo famoso ladrão da China em o anno de 1651 (« Relation des tyrannies exercées par Chang Hsien-chung, le célèbre pilleur chinois en 1651 ») de Gabriel de Magalhães, l'ouvrage raconte l'histoire des débuts de la mission catholique romaine au Sétchouan tout au long des années 1640, fournissant des témoignages de première main de Gabriel de Magalhães et de Ludovico Buglio sur le règne et le massacre de Chang Hsien-chung au Sétchouan.

## Éditions
La première édition contient 76 pages, publiée à Tchongkin par l'imprimerie de la Sainte-Famille, destinée aux catholiques de l'est du Sétchouan, est donc limitée à seulement 2 000 exemplaires. Une Chronique de Monsieur Wuma a été ajoutée à la fin de la nouvelle édition parue en 1981, soit un total de 139 pages. Cette version est limitée à 3 200 exemplaires, publiée à des fins de recherche historique uniquement.

## L'auteur

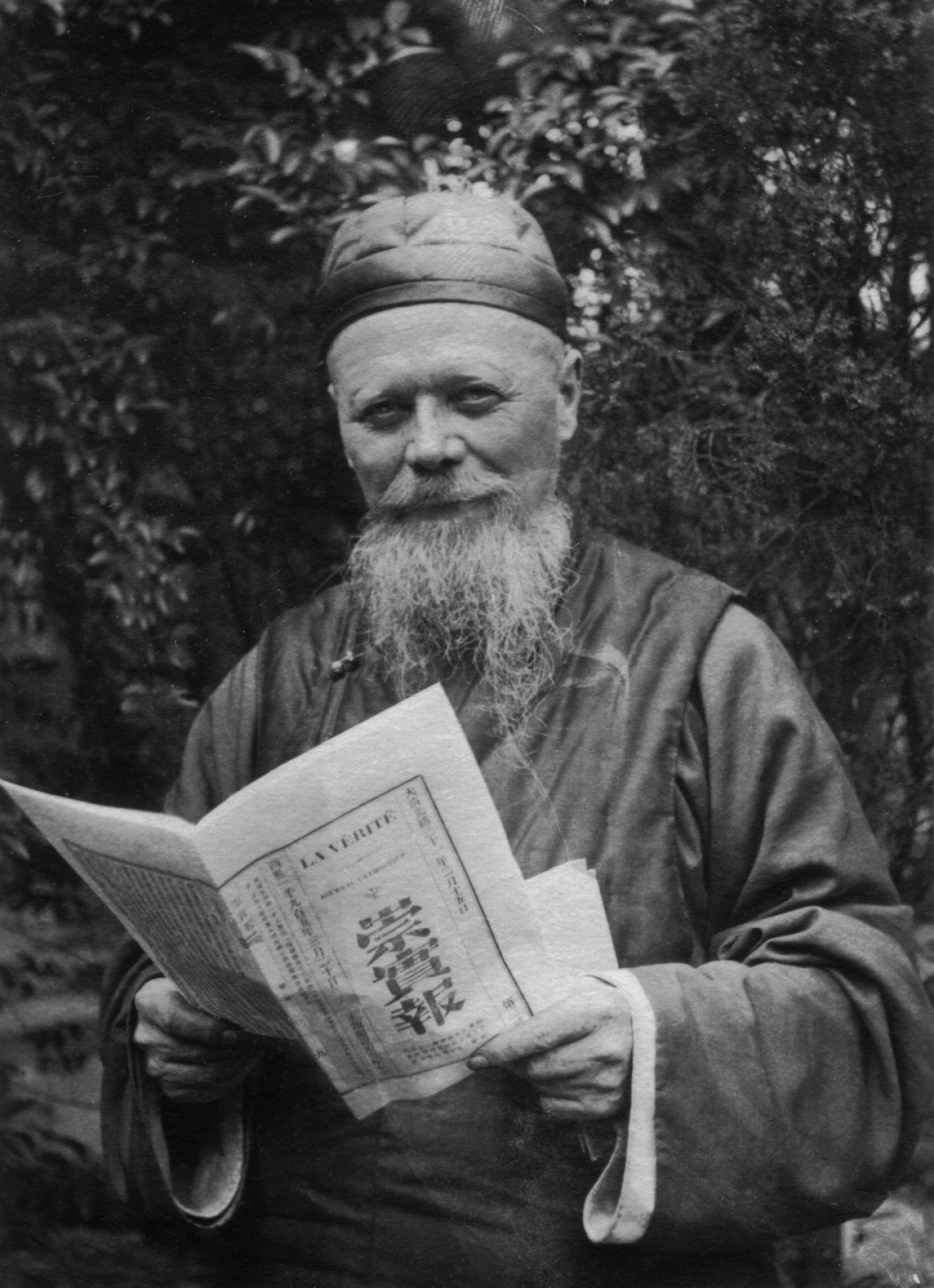
François Gourdon tenant La Vérité

François-Marie-Joseph Gourdon est né en 1842 et est décédé à Tchongkin en 1927. Il fut envoyé au vicariat apostolique du Sétchouan oriental par la société des missions étrangères de Paris en 1866. Au cours de sa station à Tchongkin, Gourdon prend en charge plusieurs séminaires et assume provisoirement le rôle de supérieur du grand séminaire. En 1904, il co-fonde le journal bimensuel La Vérité (崇實報) avec un collègue missionnaire, Henri Louis (1870–1950), qui devint hebdomadaire l'année suivante et compta deux mille abonnés. La Relation a été éditée et notée par Gourdon sur la base d'un manuscrit que lui a remis un jésuite de Changhaï, qui contient une relation détaillée de la première mission catholique au Sétchouan menée par Gabriel de Magalhães et Ludovico Buglio, et qui serait la Relação das tyranias obradas por Canghien Chungo famoso ladrão da China em o anno de 1651. Il est en outre l'auteur de Grammatica latina accomodata ad usum alumnorum missionis Se-tchouan orientalis (1894), d'Acta RR.DD. V.A. Missionis Se-tchouan Collecta (1901) et de Beati Martyres provinciæ Se-tchouan in Sinis 1815–1823 (1901).

## Accueil
Sur NetEase, une critique dit : « Le livre fournit de précieux documents historiques de première main pour l'étude du régime de Daxi (de) de Chang Hsien-chung. » Guanglu Zheng, un écrivain sétchouanais de Tchentou, a fait remarquer que le livre est l'une des preuves tangibles du massacre du Sétchouan perpétré par Chang Hsien-chung, contrairement à la fausse affirmation faite par certains historiens selon laquelle le massacre a été fabriqué par la classe des propriétaires féodaux à partir de haine instinctive contre la classe paysanne.